# Johannes Geis
Johannes Geis (ur. 17 sierpnia 1993 w Schweinfurcie) – niemiecki piłkarz grający na pozycji defensywnego pomocnika w 1. FC Nürnberg.

## Kariera klubowa
23 czerwca 2015 roku został zawodnikiem FC Schalke 04. 1 września 2017 roku przeniósł się do Sevilla FC na zasadzie rocznego wypożyczenia z opcją pierwokupu.